# يوجين لانتي
يوجين لانتي هو اسم مستعار لأوجين آدم (19 يوليو 1879 في نورماندي ، فرنسا - 17 يناير 1947 في المكسيك). كان لانتي إسبرانتيًا واشتراكيًا وكاتبًا. كان مؤسس Sennacieca Asocio Tutmonda ، ومحررًا قديمًا للمجلة الاشتراكية الدولية Sennaciulo . كان لانتي منتقدًا للستالينية ومنظرًا لعقيدة جديدة، اللاقومية ، التي تهدف إلى القضاء على مفهوم الأمة ذاته كفكرة توجيهية للتنظيم الاجتماعي.  